# AAI RQ-7 Shadow
AAI RQ-7 Shadow je americký bezpilotní letoun určený pro průzkum, pozorování, hledání cílů a vyhodnocování škod. Letoun se dočkal také exportního úspěchu, neboť jej neprovozuje jen Armáda Spojených států amerických, ale i vojenské složky jiných států.

## Konstrukce letounu

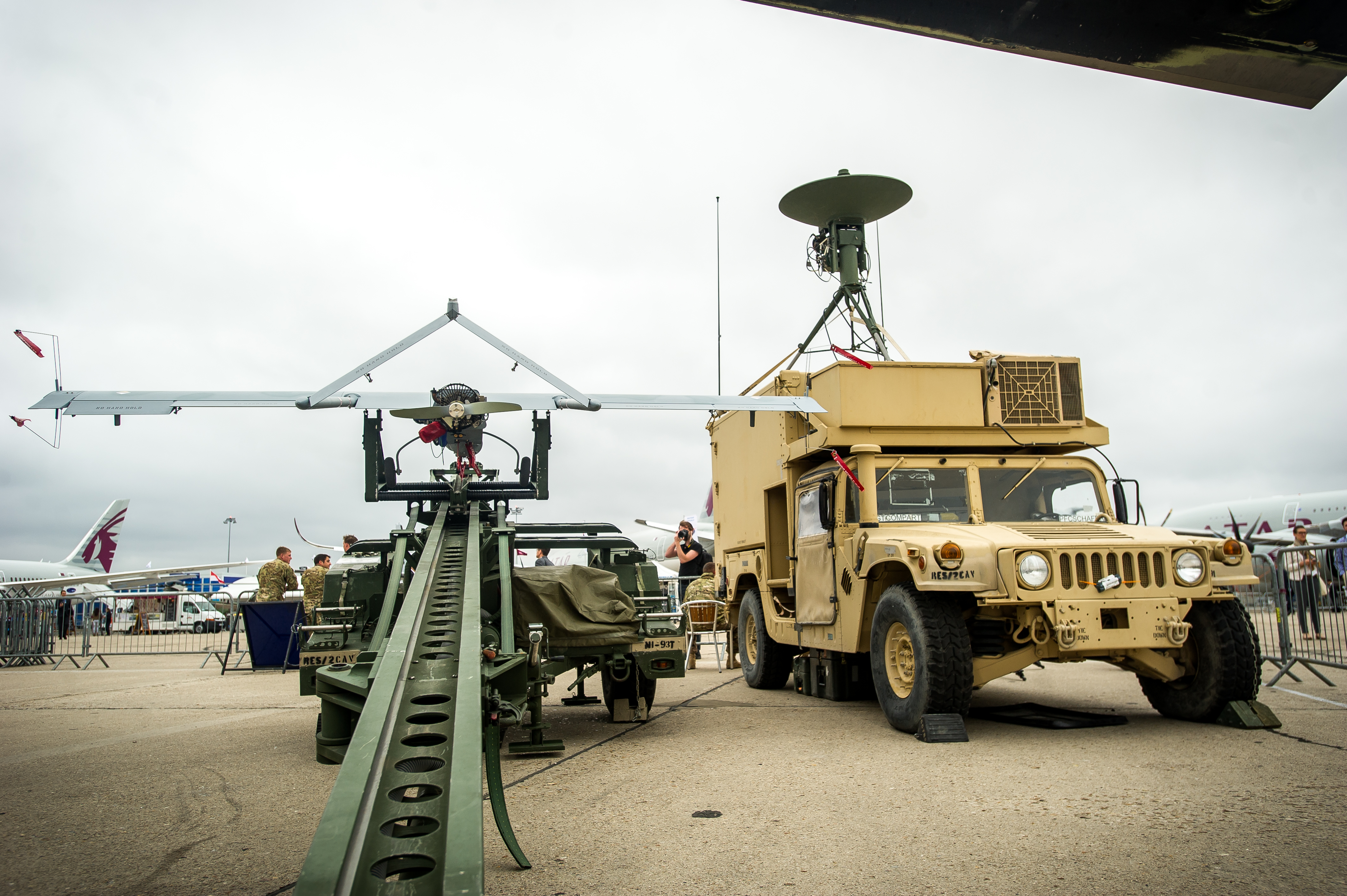
M1113 s letounem RQ-7B na vypouštěcím katapultu. Na Paris Air Show 2015

Bezpilotní letouny RQ-7 jsou poháněny tlačnou vrtulí. Mají přímé křídlo, které je u varianty Shadow 600 prodloužené o sešikmené konce. Ocasní plochy letounu mají tvar obráceného písmene „V“. Varianta Shadow 600 se liší dvojitými svislými ocasními plochami mezi nimiž se nachází vodorovná ocasní plocha.
Letoun startuje z katapultu, který je možné táhnout za vozidlem. Přistává konvenčně. K zastavení letounu se využívá záchytné lano.

## Operační nasazení
Výrobce letounu uvádí, že během 22 let služby u různých ozbrojených složek nalétal letoun 1,3 milionu letových hodin, přičemž více než 85 % z nich bylo v bojových misích.
RQ-7A byly nasazeny během operace Irácká svoboda. Byly rovněž nasazeny během války v Afghánistánu během operace Trvalá svoboda.
Armáda USA analyzovala možnost použití letounů RQ-7 po vyřazení vrtulníku OH-58 Kiowa pro spolupráci s bojovými vrtulníky AH-64E Guardian Ke spolupráci bezpilotních letounů a vrtulníků Apache došlo při konfliktu v Afghánistánu.

## Incidenty
4. července 2005 se měl jeden americký letoun RQ-7B Shadow 200 zřítit poblíž íránského města Ilám přibližně 37 km od hranic. Írán proti podnikání průzkumných letů vydal diplomatický protest.
15. srpna 2011 došlo v Afghánistánu ke srážce ve vzduchu mezi letounem Lockheed C-130 a letounem RQ-7, který byl na pozorovací misi. RQ-7 byl zničen. C-130 nouzově přistála s lehkým poškozením, posádka neutrpěla zranění.
Jeden letoun RQ-7 patřící 10. letecké bojové brigádě US Army se zřítil po startu 5. dubna 2022 poblíž základny Fort Drum.

## Muzejní exponáty
- RQ-7A Shadow 200 je ve vlastnictví National Air and Space Museum, ale v roce 2022 nebyl vystaven.[4]

## Varianty
- RQ-7A Shadow
- RQ-7B Shadow
- Armed Shadow
- Shadow 600
- SR/C Shadow
- RQ-7Bv2 Shadow Block III

## Specifikace
| Varianta           | RQ-7A          | Shadow 600 | RQ-7Bv2 Shadow Block III |
| ------------------ | -------------- | ---------- | ------------------------ |
| Rozpětí křídel     | 3,89 m         | 6,83 m     | 6,2 m                    |
| Délka              | 3,41 m         | 4,7 m      | –                        |
| Výška              | –              | 1,22 m     | –                        |
| Užitečný náklad    | 27,2 kg        | –          | 43 kg                    |
| Vzletová hmotnost  | 149 kg         | 272 kg     | 212 kg                   |
| Dostup             | 4 575 m        | 5 180 m    | 5 486 m                  |
| Maximální rychlost | 225 km/h       | 210 km/h   | –                        |
| Výdrž              | 5 hodin a více | 14 hodin   | 8 hodin                  |
| Dolet              | –              | –          | 125 km                   |

Výzbroj
- Letouny RQ-7B byly vyzkoušeny s pumami Raytheon Pyros (hmotnost jedné 5,9 kg)[15], případně upravené 81 mm munice do minometů upravená pro letecký shoz. (tzv. Air Dropped Mortar).[6]

## Uživatelé

### Současní uživatelé
| Grafy jsou z technických důvodů dočasně nedostupné. |
| Uživatelé v roce 2022                               |

- Austrálie – Australská armáda
  - RQ-7B Shadow 200[16]
  - Pořízeno 18 letounů pro 131. a 132. baterii 20. regimentu Královského australského dělostřelectva (RAA). Po 6 letounech pro každou baterii a 6 náhradních. Za cenu 175 miliónů australských dolarů. Nahradily letouny Boeing Insitu ScanEagle.[17] Byly používány v Afghánistánu od května roku 2012.[18] V roce 2017 byly již tři letouny vyřazeny ze služby.[17]
- Itálie – Italská armáda
  - RQ-7B Shadow 200
  - 4 systémy objednány roku 2010. V provozu od 2015.[19]
- Rumunsko – Rumunská armáda
  - 12× Shadow 600 (údaj z roku 2008)[20]
  - Prvních 6 letounů Shadow 600 bylo dodáno v roce 1998.[21]
- Spojené státy americké – Armáda Spojených států amerických
- Švédsko – Švédská armáda
  - Švédsko objednalo roku 2010 2 kompletní systémy, spolu s údržbou a školeními personálu za částku 500 milionů SEK (70 milionu USD), které měly být upraveny společností SAAB AB[22]
  - Slouží pod názvem UAV 03 Örnen[23]
- Turecko – Turecká armáda
  - 6× Shadow 600 (údaj z roku 2008)[20]

### Bývalí uživatelé
- Spojené státy americké – Námořní pěchota Spojených států amerických (USMC)
  - Ve službě u USMC od roku 2008 do roku 2018. Byly nahrazeny bezpiltoními letouny RQ-21A Blackjack.[1][24]